# NGC 609
NGC 609 ist die Bezeichnung eines offenen Sternhaufens im Sternbild Kassiopeia am Nordsternhimmel.
Das Objekt wurde im Jahre 1863 vom deutsch-dänischen Astronomen Heinrich d’Arrest entdeckt wurde.